# Welcome to the Black Parade
Welcome to the Black Parade (traduït al català com Benvingut a la Desfilada Negra) és el primer senzill de l'àlbum The Black Parade i el novè de la banda de Nova Jersey, My Chemical Romance. Aquest senzill va ser llançat l'11 de setembre del 2006 a iTunes i el 9 d'octubre del 2006 en CD. La versió d'estudi va estar disponible a MySpace el 2 de setembre del 2006. Aquesta cançó es va convertir en el seu primer Nº1 en el "U.K. Singles Charts" el 15 d'octubre del 2006 i hi va aguantar durant dues setmanes, així com el seu primer Nº1 en el "U.S. Modern Rock" el 26 d'octubre del 2006, on es va manterir durant 7 semanas, ni més ni menys.
La cançó va estar en el lloc Nº17 en la revista Rolling Stone en les "100 Millors Cançons de l'any 2006".